# Victory Junction Gang Camp
Das Victory Junction Gang Camp ist eine Einrichtung für unheilbar und chronisch kranke Kinder. Das Camp wird geleitet von NASCAR-Fahrer Kyle Petty und seiner Frau Pattie. Es befindet sich in Randleman, North Carolina und gehört zur Gruppe der „Hole in the Wall Gang Camps“.
Die Idee zur Einrichtung des Camps kam von Adam Petty, dem Sohn von Kyle Petty. Adam Petty verstarb im Jahre 2000 im Training für ein NASCAR Busch Grand National Series-Rennen auf dem New Hampshire Motor Speedway. Noch im selben Jahr begann Kyle Petty mit seiner Frau und der Hilfe von Paul Newman, dem Gründer von „Hole in the Wall“, damit, die Idee seines Sohnes zu verwirklichen und ein derartiges Camp zu errichten. Kyle und Pattie Petty verbrachten vier Jahre damit, das nötige Spendengeld zu sammeln und das Camp zu errichten, das am 20. Juni 2004 eröffnet wurde.
Das ganzjährig geöffnete Camp bietet Platz für rund 100 Kinder. Es ist relativ klein gehalten, damit die Betreuer angemessen auf die Wünsche des Einzelnen eingehen können. Es bietet unter anderem ein großes Schwimmbecken, einen Spielsaal, einen Computerraum sowie eine kleine Klinik für Unfälle. Interessant ist die Adresse dem Camps mit „4500 Adam’s Way“, da Kyle Pettys Sohn Adam hieß und er als Rennfahrer die Startnummer 45 fuhr. Nach dem Tod von Adam Petty fuhr sein Vater die Startnummer 45.
Am 18. Oktober 2006 besuchte George W. Bush das Victory Junction Gang Camp. Er unternahm Einiges mit den Campern und traf sich im Camp mit den NASCAR-Piloten Michael Waltrip und Jimmie Johnson. George W. Bush lobte anschließend die Arbeit des Camps.
Finanziert wird das Camp größtenteils durch Spenden. NASCAR-Fahrer Kurt Busch, der eine Million US-Dollar spendete, war einer der ersten Spender, viele andere NASCAR-Fahrer, Teamchefs und Sponsoren folgten. Zudem gehen Einnahmen von einzelnen NASCAR-Events wie dem Prelude to the Dream an das Camp.